# MH Légi Műveleti Vezetési és Irányítási Központ
A Magyar Honvédség Légi Műveleti Vezetési és Irányítási Központ a Magyar Honvédség légvédelmi alakulata, amely az Magyar Honvédség Összhaderőnemi Parancsnokság közvetlen irányítása alá tartozik. Az ezred Veszprémben állomásozik.

## Története
A Honvédelmi és Haderőfejlesztési Program részeként a Magyar Honvédség vezetése célként tűzte ki hazánk légi vezetési és irányítási rendszerének az átalakítását és hatékonyabbá tételét, ezért 2020. július 31-el az MH Légi Vezetési és Irányítási Központ, valamint az MH 54. Veszprém Radarezred megszűntek. 2020. augusztus 1-el képességeiket és állományukat egyesítve új alakulatként, Magyar Honvédség Légi Műveleti Vezetési és Irányítási Központ néven, dandárszintű katonai szervezetként folytatják tevékenységüket.

## Az alakulat feladatai
Az alakulat rendeltetése Magyarország légtérfelségjoga (légtér-szuverenitása) jogos és rugalmas felhasználásának biztosításához, légterének védelméhez és ellenőrzéséhez, váratlan légitámadás felfedéséhez szükséges, az elöljárói intézkedésekben meghatározott támogató, biztosító feladatok végrehajtása.
Az 1. Légi Irányító Központ (CRC) által a Magyarország és az azt körülvevő 180 km-es légtér (egyben NATINADS részeként kijelölt légtér) folyamatos ellenőrzése, az azonosított légi helyzetkép létrehozása és ennek eljuttatása a NATO kijelölt hadműveleti központba, a nemzeti igénylőkhöz és a felhasználókhoz a harctevékenység biztosítása érdekében. 
Rendszabályok foganatosítása (Air Policing Mission) a légtérsértő légi járművekkel szemben, segítségnyújtás a bajbajutott légi járművek személyzetének. 
A szervezeti és a NATO által kijelölt felelősségi légtérben a katonai légi irányítás végrehajtása a MH Légierő és NATO kijelölt repülő erői számára. 
A légierő alárendeltjeinek, valamint a hazai és külföldi együttműködőkkel létrejött állandó híradás biztosítása. 
Az Informatikai Központ által a Légierő hadműveleti és irodai informatikai rendszereinek üzemeltetése. 
A Magyarország légtérgazdálkodásának folyamatában a Katonai Légiforgalmi Tájékoztató Központ és a Katonai Repülési Információs és Támogató rendszer fenntartása és működtetése. 
Együttműködést valósít meg a Polgári Légiforgalmi Irányító Központtal (Hungaro Control), a BM Rendőrség Központi Ügyeletével, a környező országok katonai légvédelmi harcálláspontjaival, a NATO kijelölt harcálláspontjaival, a BM Országos Katasztrófavédelmi Főigazgatóság kijelölt szervezeteivel az azonosítás, valamint a bajba jutott légi járművek és a légi helyzet tisztázása érdekében, illetve a katasztrófavédelmi rendszer keretében, továbbá az atom-, biológiai és vegyi támadások észlelése, elhárítása érdekében ABV riasztó-értesítő regionális központ működtetése.
2023. január 1-jétől közvetlenül a Honvéd Vezérkar Főnökének közvetlen alárendeltje az alakulat.

## Az alakulat szervezete
- Vezető szervek
  - Parancsnokság
  - Törzs
  - I.
    - Személyügyi főnökség
    - Felderítő főnökség
    - Hadműveleti főnökség
    - Logisztikai főnökség
    - Híradó, informatikai, információvédelmi és adatkapcsolati főnökség
    - Kiképzési főnökség
    - Radartechnikai főnökség

  - II.
    - Jogi és igazgatási főnökség
    - Biztonságtechnikai főnökség
    - Repülésbiztonsági főnökség
    - Ügyviteli részleg
    - Gazdálkodási támogató és pénzügyi ellátó referatúra
- Biztosító alegységek
  - Híradó Zászlóalj
  - Informatikai Központ
  - Támogató Zászlóalj
  - ABV Riasztó-értesítő Regionális Központ
- Végrehajtó alegységek:
  - Hadműveleti Központ, ezen belül:
    - Hadművelet váltás
    - Légi műveleti tervező csoport
    - Légi szállítási csoport
    - Katonai légiforgalom-szervezési csoport
    - Kutatás-mentés koordináló csoport

  - Légi Irányító Központ, ezen belül:
    - Hadműveleti váltás
    - Kiképző Tartalék Irányító Központ (Kecskemét)
    - Szakkiképzési csoport
    - Meteorológiai központ
      - Radarszázad (Kup)
      - Radarszázad (Juta)
      - Gerinc Radar Mérőpont (Békéscsaba)
      - Gerinc Radar Mérőpont (Medina)
      - Gerinc Radar Mérőpont (Bánkút)

    - Logisztikai alegységek
    - Egészségügyi Központ
    - Helyőrségtámogató alegységek, ezen belül zenekar